# Penumpas Ajaran Sesat
Penumpas Ajaran Sesat (Español: El maestro maldito) es una película de acción de terror de fantasía indonesia de 1991 dirigida por M. Sharieffudin A. Producida por Washi Dipa, la película presenta a Hazni Zulaikah H. como Ayu, Devi Ivonne como Anggun y Harry Capri como Iman.

## Argumento
Anggun (Devi Ivonne), que se ha sumergido en el conocimiento de la magia negra para cumplir sus designios malvados, siempre está a la búsqueda de sacrificar a bellas jóvenes. Ayu (Hazni Zulaikah H.), que desea escapar del mundo de la magia negra, casi es víctima de Anggun. Afortunadamente, Faith (Harry Capri), que es un ser humano en forma mística, ayuda a Ayu. Al final, un rayo del cielo golpea a Anggun muerto.

## Actores
- Hazni Zulaikah H. como Ayu
- Devi Ivonne como Anggun
- Connie Sutedja
- Muni Cader
- Jack Maland
- Budi Purboyo
- Fitri Yaty Liana
- Mulyani Dau
- Harry Capri como Iman

## Producción
Penumpas Ajaran Sesat incorporó la animación 2D, que estaba en su infancia en ese momento. Este es el más notable en las escenas con pernos de iluminación y efectos láser. Los efectos especiales se hicieron en H. K. Screen Art (cantonés: 銀藝特技製作公司 jyutping: ngan4 ngai6 dak6 gei6 zai3 zok3 gung1 si1), una compañía de animación por computadora en Hong Kong.

## Recepción
Desde su lanzamiento, la película recibió una recepción positiva.